# Ультрапастеризация

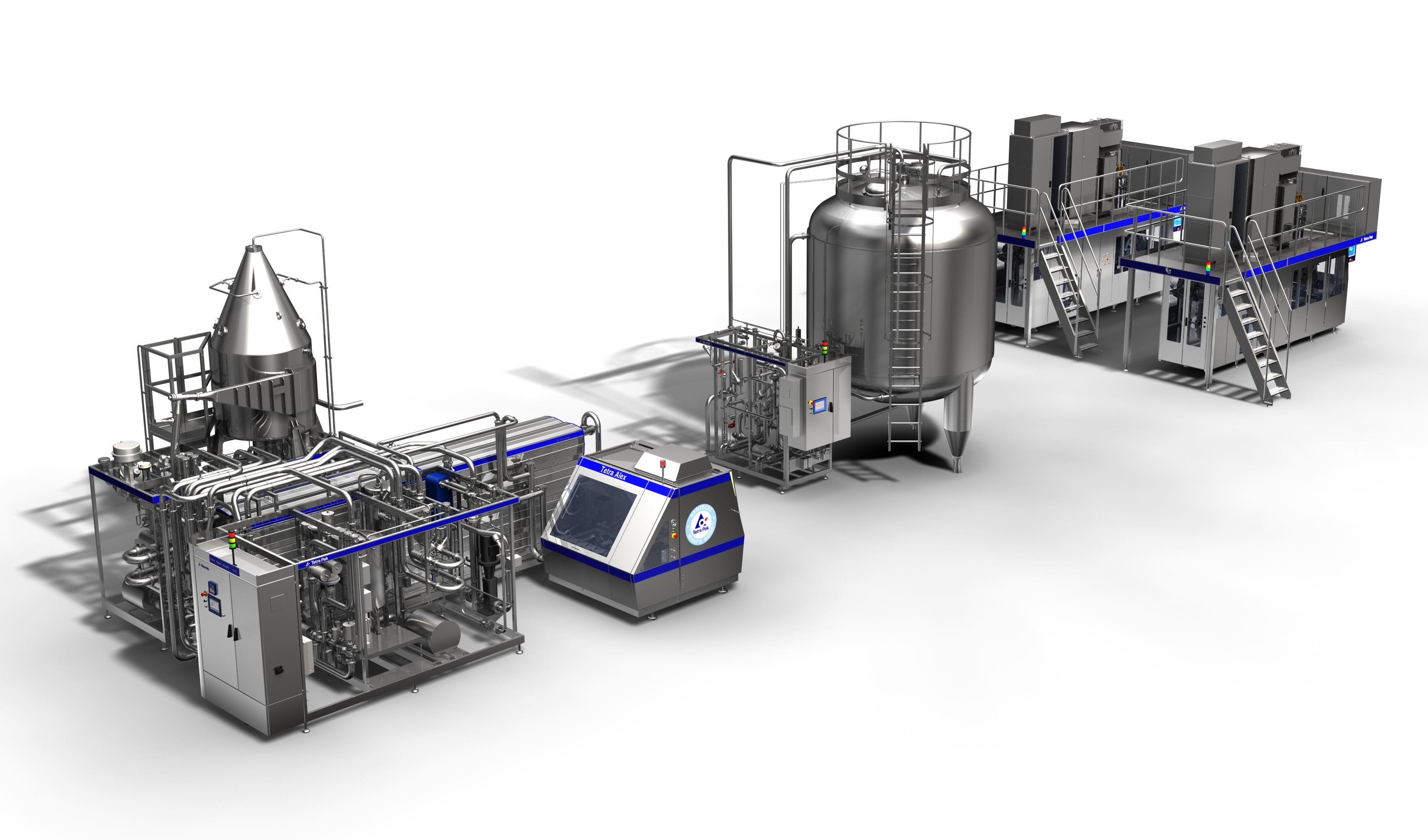
Оборудование Tetra Pak, используемое при ультрапастеризации молочных продуктов

Ультрапастериза́ция (асептическая пастеризация; англ. ultra-high temperature processing, UHT) — разновидность пастеризации (процесса термической обработки с целью продлить срок годности жидкого продукта питания), при которой жидкость на 1-2 секунды нагревают до температуры 135—150 °C и сразу же охлаждают до 4—5 °C. При этом уничтожается большинство патогенов. Процесс обработки продукта происходит в закрытой системе. Применяют два способа:
- контакт с нагретой поверхностью при температуре от 125—140 °C;
- прямое смешивание стерильного пара при температуре от 135—140 °C.

Ультрапастеризации обычно подвергаются сырое молоко и фруктовые соки. Молоко после такой обработки пригодно для употребления 6 месяцев и дольше, причем может храниться при комнатной температуре, без охлаждения. Дополнительно увеличить срок хранения соков и молочных продуктов позволяют также пастеризация ULT (англ. ultra long time pasterization, ULT) и кратковременная пастеризация (англ. flash pasteurization; HTST), которую с 1950-х годов применяет американская компания Tropicana (стандартный срок хранения продуктов после HTST — 12 месяцев).
Как и обычная пастеризация, асептическая пастеризация не означает стерилизации продукта. Обработка не влияет на содержание в молоке кальция и других микроэлементов, однако приводит к частичному разрушению фолиевой кислоты и, в меньшей степени, других витаминов — B12, С, B1. При ультрапастеризации (в отличие от обычной пастеризации) возможно незначительное изменение цвета, запаха и вкуса молочных продуктов.
Данная технология наиболее распространена в странах Евросоюза, где, по некоторым оценкам, семь человек из десяти употребляют именно ультрапастеризованное молоко. Так, в Бельгии рыночная доля ультрапастеризованного молока составляет 96,7 %, в Испании — 95,7 %, во Франции — 95,5 % (данные 2007 года). Правительства европейских стран поощряют ультрапастеризацию из соображений экологии (в том числе с целью экономии энергоресурсов, потребляемых холодильными установками для хранения молочных продуктов).
В России, Скандинавии, Великобритании и США доля ультрапастеризованного молока на рынке невелика ввиду подозрительного отношения потребителей к молочным продуктам, способным в течение длительного времени храниться без охлаждения. Чтобы привлечь потребителей, ультрапастеризованные продукты концерна Parmalat в американских магазинах помещают в охлаждаемую секцию, хотя для обеспечения их годности этого не требуется.